# Lords of the Boards
Lords of the Boards — третій сингл німецького рок-гурту Guano Apes з їх дебютного альбому Proud Like a God. Сингл було видано у 1998 році під лейблом BMG. У 1998 дана пісня очолила German Singles Chart, і стала офіційним гімном європейського чемпіонату зі сноуборду.

## Музичні кліпи
Існує два офіційних музичних відео на цю пісню. Один з них скомпонований з відеозаписів живих виступів "Мавп Гуано" в декількох різних місцях, а інший показує виступ "Мавп Гуано" в лижному будиночку, змішаний з кадрами їх виступів на лижній трасі, а також з кліпами зі сноубордингу.

## Чарти

### Тижневі графіки
| Чарти (1997–1999) | Пік Позиція |
| ----------------- | ----------- |
|                   | 10          |
| 11                | 11          |
| 80                | 80          |
| 10                | 10          |
| 34                | 34          |

### Графіки на кінець року

Інша версія обкладинки синглу

| Чарти (1998)                     | Позиція |
| -------------------------------- | ------- |
| Germany (Official German Charts) | 80      |
| Чарти (1999)                     | Позиція |
| Germany (Official German Charts) | 59      |